# Halowe Mistrzostwa Świata w Lekkoatletyce 1997 – bieg na 800 m kobiet
Bieg na 800 m kobiet – jedna z konkurencji rozgrywanych podczas halowych mistrzostw świata w lekkoatletyce w 1997. Eliminacje miały miejsce 7 marca, półfinały rozegrano 8 marca, finał zaś odbył się 9 marca.
Udział w tej konkurencji brały 22 zawodniczki z 17 państw. Zawody wygrała reprezentantka Mozambiku Maria Mutola. Drugą pozycję zajęła zawodniczka z Białorusi Natalla Duchnowa, trzecią zaś reprezentująca Stany Zjednoczone Joetta Clark.

## Wyniki

### Eliminacje
Źródło: 
Bieg 1
| Miejsce | Zawodniczka        | Państwo           | Wynik   | Uwagi |
| ------- | ------------------ | ----------------- | ------- | ----- |
| 1.      | Joetta Clark       | Stany Zjednoczone | 2:04,59 |       |
| 2.      | Inez Turner        | Jamajka           | 2:04,86 |       |
| 3.      | Séverine Foulon    | Francja           | 2:04,91 | PB    |
| 4.      | Zhang Jian         | Chiny             | 2:06,70 |       |
| –       | Patricia Traña     | Nikaragua         | DNS     |       |
| –       | Tatiana Grigorjewa | Rosja             | DNS     |       |

Bieg 2
| Miejsce | Zawodniczka     | Państwo    | Wynik   | Uwagi |
| ------- | --------------- | ---------- | ------- | ----- |
| 1.      | Letitia Vriesde | Surinam    | 2:04,14 |       |
| 2.      | Stephanie Graf  | Austria    | 2:04,53 |       |
| 3.      | Regula Zürcher  | Szwajcaria | 2:04,82 |       |
| 4.      | Ołena Bużenko   | Ukraina    | 2:05,65 | PB    |
| 5.      | Tina Paulino    | Mozambik   | 2:08,03 |       |

Bieg 3
| Miejsce | Zawodniczka      | Państwo           | Wynik   | Uwagi |
| ------- | ---------------- | ----------------- | ------- | ----- |
| 1.      | Maria Mutola     | Mozambik          | 2:04,60 |       |
| 2.      | Irina Biriukowa  | Rosja             | 2:04,81 |       |
| 3.      | Amy Wickus       | Stany Zjednoczone | 2:05,09 |       |
| 4.      | Virginie Fouquet | Francja           | 2:05,73 |       |
| 5.      | Michelle Faherty | Wielka Brytania   | 2:06,78 |       |

Bieg 4
| Miejsce | Zawodniczka         | Państwo         | Wynik   | Uwagi |
| ------- | ------------------- | --------------- | ------- | ----- |
| 1.      | Toni Hodgkinson     | Nowa Zelandia   | 2:01,64 | AR    |
| 2.      | Natalla Duchnowa    | Białoruś        | 2:01,87 |       |
| 3.      | Ludmila Formanová   | Czechy          | 2:02,04 |       |
| 4.      | Hayley Tullett      | Wielka Brytania | 2:03,82 |       |
| 5.      | Ana Amelia Menéndez | Hiszpania       | 2:04,19 | PB    |
| 6.      | Achta Yorassem      | Czad            | 2:23,23 |       |

### Półfinały
Źródło: 
Bieg 1
| Miejsce | Zawodniczka         | Państwo           | Wynik   | Uwagi |
| ------- | ------------------- | ----------------- | ------- | ----- |
| 1.      | Maria Mutola        | Mozambik          | 2:02,59 |       |
| 2.      | Joetta Clark        | Stany Zjednoczone | 2:02,93 |       |
| 3.      | Irina Biriukowa     | Rosja             | 2:03,16 |       |
| 4.      | Ludmila Formanová   | Czechy            | 2:03,23 |       |
| 5.      | Hayley Tullett      | Wielka Brytania   | 2:04,40 |       |
| 6.      | Ana Amelia Menéndez | Hiszpania         | 2:04,86 |       |

Bieg 2
| Miejsce | Zawodniczka      | Państwo       | Wynik   | Uwagi |
| ------- | ---------------- | ------------- | ------- | ----- |
| 1.      | Toni Hodgkinson  | Nowa Zelandia | 2:00,90 | AR    |
| 2.      | Letitia Vriesde  | Surinam       | 2:01,41 |       |
| 3.      | Natalla Duchnowa | Białoruś      | 2:01,89 |       |
| 4.      | Regula Zürcher   | Szwajcaria    | 2:02,70 |       |
| 5.      | Inez Turner      | Jamajka       | 2:03,51 |       |
| 6.      | Stephanie Graf   | Austria       | 2:04,79 |       |

### Finał
Źródło: 
| Miejsce | Zawodniczka      | Państwo           | Wynik   | Uwagi |
| ------- | ---------------- | ----------------- | ------- | ----- |
| 01 !    | Maria Mutola     | Mozambik          | 1:58,96 |       |
| 02 !    | Natalla Duchnowa | Białoruś          | 1:59,31 | NR    |
| 03 !    | Joetta Clark     | Stany Zjednoczone | 1:59,82 | PB    |
| 4.      | Letitia Vriesde  | Surinam           | 1:59,84 |       |
| 5.      | Toni Hodgkinson  | Nowa Zelandia     | 2:00,36 | AR    |
| 6.      | Irina Biriukowa  | Rosja             | 2:00,61 | PB    |